# Adam Czerniaków
Adam Abram Czerniaków (Varsovia, 30 de noviembre de 1880-ibídem, 23 de julio de 1942) fue el primer líder del Consejo Judío (Judenrat) del gueto de Varsovia durante la ocupación nazi de Polonia.

## Biografía
Ingeniero químico de formación, fue concejal del ayuntamiento de Varsovia entre 1927 y 1934, y en 1931 obtuvo un escaño en el senado polaco. El 4 de octubre de 1939, pocos días después de que Polonia se rindiera ante los ocupantes alemanes, Czerniaków fue nombrado por estos presidente del Consejo Judío o Judenrat de la capital polaca. Éste estaba formado por veinticuatro miembros y era el encargado de la administración del gueto, la zona de la ciudad en la que fueron confinados los judíos, así como del cumplimiento de los planes nazis respecto a la población judía. 
En julio de 1942, cuando ya los nazis habían iniciado la aplicación de la llamada Solución Final, es decir, el exterminio masivo de los judíos europeos, corrían por el gueto alarmantes rumores acerca de las deportaciones que se habían dado en otros lugares de Polonia hacia los campos de exterminio y acerca de la que se preparaba para los habitantes judíos de Varsovia.
En los meses anteriores, el Judenrat entregó a los nazis planos del gueto y censos de sus habitantes, lo que daba fundamento a la idea de que se preparaban deportaciones, así que el 20 de julio Czerniaków se entrevistó con varios miembros de las SS para obtener información, y se le respondió invariablemente que sus temores eran infundados. Al día siguiente, todos los miembros del Judenrat fueron detenidos, y el 22 de julio, un día después, se les informó que todos los habitantes del gueto iban a ser deportados, a razón de 6000 personas por día, durante todos los días a partir de las 16 horas del 23 de julio. La tarea de hacer las redadas y conducir a los deportados hasta los puntos de embarque correspondía, como en otros guetos, a la propia Policía Judía, un servicio de seguridad dirigido por el Judenrat. Los nazis habían establecido ciertas exenciones: los miembros del Judenrat, los de la Policía Judía, los empleados por empresas alemanas, el personal sanitario y los aptos para trabajar, todos ellos con sus esposas e hijos, así como los hospitalizados que fueran incapaces de viajar.

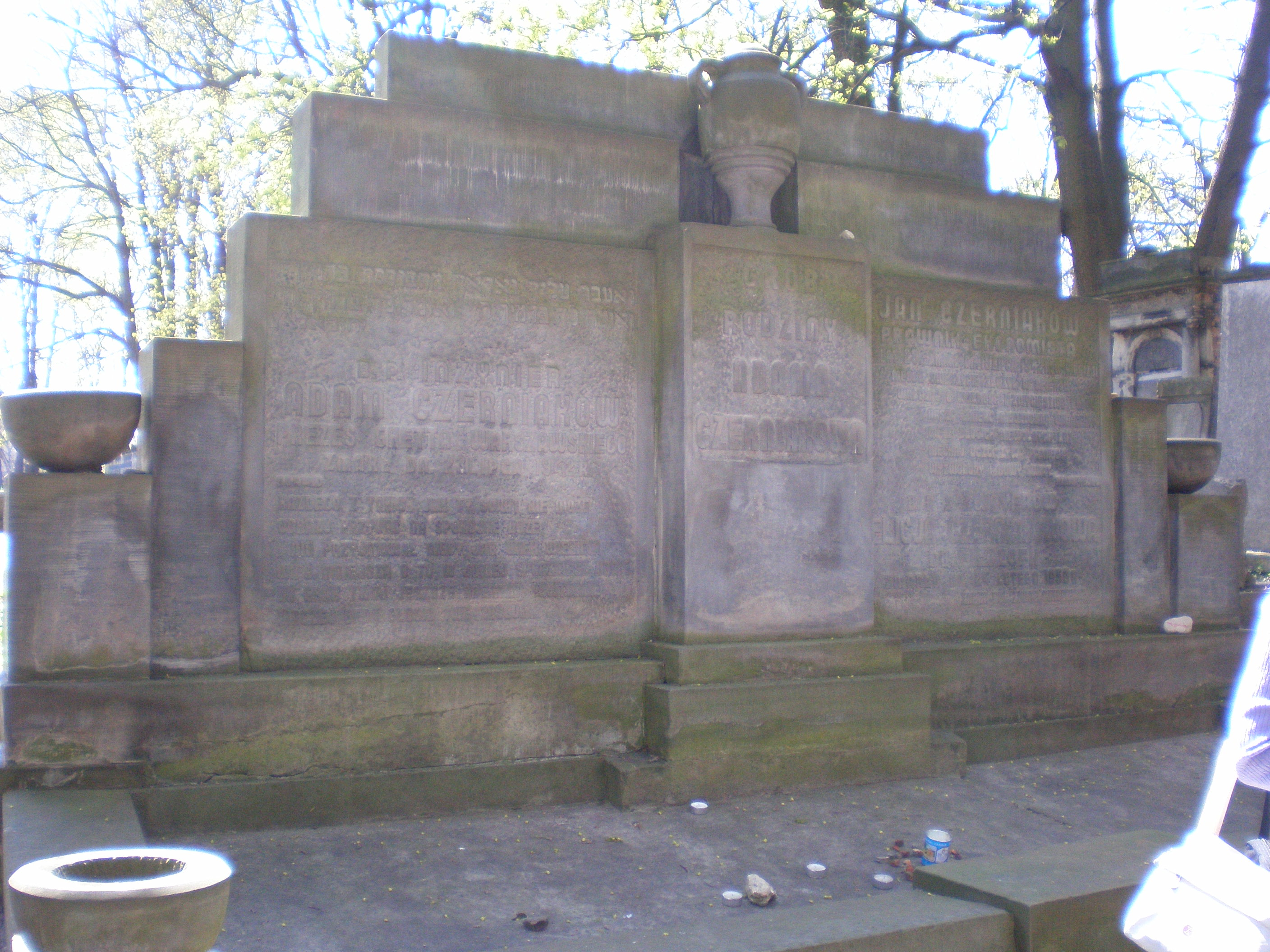
Tumba de Adam Czerniaków en Varsovia.

El mismo 23 de julio, Czerniaków intentó ampliar las exenciones a los niños del orfanato Janusz Korczak, sin conseguirlo, pero en cambio logró que se exceptuara a los alumnos de las escuelas de formación ocupacional y a los maridos de mujeres trabajadoras. Pensó entonces en aumentar los puestos de trabajo de mujeres ("una máquina de coser puede salvar una vida"), pero las deportaciones empezaban la misma tarde en la que se produjo la entrevista con el responsable nazi y se iban a producir a un ritmo demasiado rápido como para que diera tiempo a hacer gran cosa. Abrumado, Czerniaków se suicidó esa misma noche en su despacho ingiriendo cianuro.
En una nota de despedida a su esposa, afirmaba: «Ya no puedo soportar más. Mi acción mostrará a todos lo que es menester hacer». Ese mismo día, sin embargo, empezó a prepararse la resistencia armada que sorprendería a los alemanes poco después (ver Alzamiento del Gueto de Varsovia). Czerniaków fue sustituido apresuradamente por Marek Lichtenbaum, quien cumpliría mecánicamente las instrucciones nazis. 
Czerniaków dejó escrito un diario que abarca desde el 6 de septiembre de 1939 hasta el día de su muerte y que constituye un importantísimo testimonio sobre la vida en el gueto de Varsovia. En el mismo se pueden leer sus esfuerzos por mejorar la calidad de vida de los habitantes del gueto y evitar las deportaciones. 